# Mohamed Safwat
Mohamed Safwat, né le 19 septembre 1990 à Mansourah, est un joueur de tennis égyptien, professionnel depuis 2009.
Classé no 1 égyptien depuis 2010, il est l'un des meilleurs joueurs de son pays depuis l'ère Open.
Il est membre de l'équipe d'Égypte de Coupe Davis depuis 2009.

## Biographie
Mohamed Safwat s'est brièvement entraîné au début de sa carrière à la Bruguera Tennis Academy à Barcelone et à la JC Ferrero Equelite Tennis Academy d'Alicante. À partir de 2013, il collabore avec Martin Spottl. Il s'entraîne désormais à Vienne avec l'ancien 17e mondial Gilbert Schaller. Marié en 2013 et père d'un enfant, il réside au Caire.

## Carrière
Mohamed Safwat commence sa carrière professionnelle à la fin des années 2000. Ses débuts sont difficiles, il ne remporte son premier titre qu'en août 2010 en Thaïlande, suivi d'un second en novembre 2011 au Rwanda. En 2013, il reçoit une invitation pour disputer le tournoi ATP de Doha. Il élimine sans difficulté le local Jabor Al-Mutawa avant de s'incliner en trois sets contre Daniel Brands. Il décide ensuite de se concentrer sur le circuit ITF et parvient à remporter un record de neuf tournois en une saison, tous en Égypte. Sur le circuit Challenger, il parvient à trois reprises en quart de finale. Il gagne 200 places et atteint la 187e place en mars 2014.
En 2014, son nouveau classement lui permet de participer aux qualifications de l'Open d'Australie où il s'incline dès le premier tour, tout comme à Roland-Garros. Il s'impose sur le circuit Challenger en double à Mohammedia en 2014, puis rajoute deux autres tournois à son palmarès acquis à Casablanca en 2015 et Meknès en 2016. Ne parvenant pas à rencontrer le même succès en simple, il retourne disputer des tournois Futures et participe pendant cette période à un total de 24 finales pour 11 titres remportés. En juin 2016, il se distingue lors des qualifications du tournoi de Wimbledon en écartant au second tour Nikoloz Basilashvili (104e mondial) qui avait atteint les 16es de finale l'année précédente. Trois mois plus tard, il est finaliste du tournoi Challenger de Kénitra, battu par Maximilian Marterer.
En 2017, il s'extirpe des qualifications du tournoi de Doha et échoue au premier tour contre Arthur De Greef. Il enchaîne par une demi-finale à Launceston puis il reçoit peu après une invitation pour disputer celui de Dubaï où il s'incline d'entrée contre Gaël Monfils. Il participe également au tournoi sur gazon d'Antalya où il atteint le second tour après avoir battu le Turc Cem İlkel (4-6, 6-3, 7-67).
Fin avril 2018, il s'illustre en disputant la finale du tournoi d'Anning, perdue contre l'Indien Prajnesh Gunneswaran. Ce résultat lui permet d'améliorer son meilleur classement qui datait de 2014. Il fait ensuite parler de lui lorsqu'il parvient à accéder au tableau principal des Internationaux de France avec un statut de lucky loser, remplaçant Viktor Troicki. Il affronte en effet Grigor Dimitrov sur le court Philippe-Chatrier contre lequel il s'incline malgré une belle résistance en fin de match (6-1, 6-4, 7-61). Il devient ainsi le premier joueur de tennis égyptien à disputer un tournoi du Grand Chelem depuis 1996.
En 2019, après avoir été demi-finaliste des tournois de Barletta, Florence et Shenzhen, il atteint la 3e finale de sa carrière dans un Challenger à Helsinki où il perd cette fois-ci contre l'espoir finlandais Emil Ruusuvuori (6-3, 64-7, 6-2). Cette année-là, en s'adjugeant la médaille d'or aux Jeux africains face à son compatriote Karim-Mohamed Maamoun, il s'assure une qualifications pour les Jeux olympiques de Tokyo, une première pour un joueur de son pays. Début 2020, il parvient à se qualifier pour l'Open d'Australie après avoir notamment éliminé Evgeny Donskoy. Il est battu au premier tour par le Français Grégoire Barrère (68-7, 7-61, 6-4, 7-65). Trois semaines plus tard, il remporte son premier tournoi Challenger en simple à Launceston en battant en finale Alex Bolt (7-65, 6-1) et fait ainsi son entrée dans le top 150. Cela faisait 23 ans et la victoire de Tamer El Sawy au Bronx en 1996 qu'un Égyptien n'avait plus remporté un tournoi de cette catégorie.

## Palmarès
Mohamed Safwat a remporté 24 tournois ITF en simple et 10 en double, ainsi qu'un tournoi Challenger en simple et trois en double.

## Parcours dans les tournois duGrand Chelem

### En simple
| Année | Open d'Australie | Open d'Australie | Internationaux de France | Internationaux de France | Wimbledon | Wimbledon | US Open         | US Open      |
| ----- | ---------------- | ---------------- | ------------------------ | ------------------------ | --------- | --------- | --------------- | ------------ |
| 2018  | —                | —                | 1er tour (1/64)          | Grigor Dimitrov          | —         | —         | —               | —            |
| 2020  | 1er tour (1/64)  | Grégoire Barrère | —                        | —                        | Annulé    | Annulé    | 1er tour (1/64) | Gilles Simon |

N.B. : à droite du résultat se trouve le nom de l'ultime adversaire.

## Autres compétitions
- Médaille d'or en simple messieurs aux Jeux africains de 2019 à Rabat
- Médaille d'or en simple messieurs à la Coupe d'Afrique des nations de 2012 à Dakar
- Médaille d'or en double messieurs avec Sherif Sabry à la Coupe d'Afrique des nations de 2012 à Dakar
- Médaille d'or en équipe messieurs à la Coupe d'Afrique des nations de 2012 à Dakar
- Médaille d'or en simple messieurs à la Coupe d'Afrique des nations de 2010 à Tripoli
- Médaille d'or en double messieurs avec Karim Maamoun à la Coupe d'Afrique des nations de 2010 à Tripoli
- Médaille d'or en équipe messieurs à la Coupe d'Afrique des nations de 2010 à Tripoli
- Médaille de bronze en double messieurs avec Akram El Sallaly aux Jeux africains de 2019 à Rabat
- Médaille de bronze en simple messieurs aux Jeux africains de 2023 à Accra
- Médaille de bronze en double messieurs avec Fares Zakaria aux Jeux africains de 2023 à Rabat